# 皮德希爾內 (博羅迪諾市鎮)
46°26′28″N 29°7′47″E / 46.44111°N 29.12972°E
皮德希爾內（烏克蘭語：Підгірне）是位於烏克蘭西南部的村莊，由敖德萨州博爾赫拉德區的博羅迪諾市鎮負責管轄。該村處於坎泰米爾河畔，始建於1838年，面積0.45平方公里，海拔高度169米，2001年人口168。